# Stato capitalista
Lo stato capitalista (o stato borghese) nel marxismo è una struttura socio-economica dello stato in una società capitalista.
I primi stati borghesi sorsero in Europa e Nord America nel XVII e XVIII secolo. Dopo la rivoluzione francese, il sistema borghese si diffuse rapidamente in tutto il mondo. La società borghese e lo Stato attraversano le seguenti fasi:
- periodo di libera concorrenza;
- il periodo del capitalismo monopolistico;
- il periodo moderno, caratterizzato dall'inizio della rivoluzione scientifica e tecnologica.

Secondo la teoria marxista, lo stato borghese è l'ultimo tipo storico di stato sfruttatore, ha sostituito l'ordine feudale-patriarcale.
Le caratteristiche di uno stato capitalista sono:
- passaggio dalle monarchie assolute alle monarchie repubblicane e costituzionali. I parlamenti divennero organi legislativi e rappresentativi, le principali istituzioni del potere borghese.
- tutela dei diritti e delle libertà dell'uomo e del cittadino (politico e civile), che hanno contribuito all'instaurazione democrazia borghese. Sezioni più ampie della popolazione hanno potuto prendere parte alla vita pubblica.
- separazione dei potere.
- Le rivoluzioni borghesi hanno portato all'autogoverno locale (in Gran Bretagna, Germania e altri paesi).

Le funzioni primarie dello stato capitalista sono fornire un quadro giuridico e un quadro infrastrutturale favorevole all'impresa e all'accumulazione di capitale. Esistono diverse teorie normative sulla funzione necessaria e appropriata dello stato in un'economia capitalista, con i fautori del laissez-faire che favoriscono uno stato limitato alla fornitura di beni pubblici e alla salvaguardia dei diritti di proprietà privata, mentre i fautori dell'interventismo sottolineano l'importanza della regolamentazione, dell'intervento e della stabilizzazione macroeconomica per fornire un ambiente favorevole all'accumulazione di capitale e affari.
Così, i pensatori marxisti si riferiscono spesso allo stato capitalista come alla dittatura della borghesia. I pensatori marxisti strumentale sottolineano il ruolo dei politici e delle élite politiche che condividono un comune background aziendale o di classe, portando le loro decisioni a riflettere il loro interesse di classe. Questo è differenziato dalle nozioni più contemporanee di cattura dello stato da parte di specifici interessi commerciali a beneficio di quelle specifiche imprese e non della classe dirigente o del sistema capitalista nel suo insieme, che è variamente indicato come capitalismo clientelare o corporatocrazia.
Secondo Dylan John Riley, Nicos Poulantzas sosteneva che "tutti gli Stati capitalisti avevano il duplice compito di impedire l'organizzazione politica delle classi dominate e di organizzare la classe dominante".